# Spokane (Luisiana)
Spokane es un lugar designado por el censo ubicado en la parroquia de Concordia en el estado estadounidense de Luisiana. En el Censo de 2010 tenía una población de 442 habitantes y una densidad poblacional de 29,6 personas por km². Se encuentra a la orilla derecha del río Misisipi que lo separa de Misisipi.

## Geografía
Spokane se encuentra ubicado en las coordenadas 31°41′35″N 91°27′19″O / 31.69306, -91.45528. Según la Oficina del Censo de los Estados Unidos, Spokane tiene una superficie total de 14.93 km², de la cual 6.11 km² corresponden a tierra firme y (59.11%) 8.83 km² es agua.

## Demografía
Según el censo de 2010, había 442 personas residiendo en Spokane. La densidad de población era de 29,6 hab./km². De los 442 habitantes, Spokane estaba compuesto por el 93.67% blancos, el 4.07% eran afroamericanos, el 0% eran amerindios, el 0.23% eran asiáticos, el 0% eran isleños del Pacífico, el 0.23% eran de otras razas y el 1.81% pertenecían a dos o más razas. Del total de la población el 0.23% eran hispanos o latinos de cualquier raza.